# Héctor Morán
Héctor Eduardo Morán Correa (Durazno, 13 febbraio 1962) è un ex calciatore uruguaiano, di ruolo centrocampista.

## Palmarès

### Club

#### Competizioni nazionali
- Liguilla Pre-Libertadores de América: 1

Nacional: 1990
- Campionato paraguaiano: 1

Olimpia: 1995

#### Competizioni internazionali
- Coppa Libertadores: 1

Nacional: 1988
- Coppa Intercontinentale: 1

Nacional: 1988
- Coppa Interamericana: 1

Nacional: 1988
- Recopa Sudamericana: 1

Nacional: 1989